# Vivek Shanbhag
Vivek Shanbhag (kannada: ವಿವೇಕ ಶಾನಭಾಗ, Vivēka Śānabhāga), född 1962 i Karnataka, är en indisk författare och dramatiker som skriver på språket kannada. Romanen Ghachar Ghochar från 2015 översattes år 2018 till svenska av Peter Samuelsson.
Recensenten Per J Andersson beskriver Ghachar Ghochar som ”en liten sensation. Med förtätad stil gestaltar han den indiska konflikten mellan tradition och modernitet”, och andra brittiska och amerikanska recensenter har jämfört boken med den ryska 1800-talslitteraturen, framför allt Tjechov och Tolstoj.